# Церковна вежа (геральдика)
Церковна вежа — поширена фігура в геральдиці і її легко відрізнити від геральдичної фігури вежі.

## Опис
Вона зображена окремо на гербі або полі, зазвичай тонкого дизайну та з християнським хрестом на вершині. Іноді також може містити флюгер. Можливі всі геральдичні кольори, він лише має відрізнятися від кольору поля. Церковна вежа часто з'являється на гербі з вікнами в різній кількості та положенні, а іноді з церковними дверима чи воротами. Про це слід зазначити в описі герба. Якщо вежа зображена з будівлею церкви, то це геральдична фігура церкви.

## Значення
У геральдиці церковна вежа часто символізує релігійність, християнство і церковні цінності. Вона може бути використана як гербовий елемент для відображення зв'язку з церковними або релігійними установами, а також як символ місця або регіону з конкретними історичними або культурними пам'ятками.

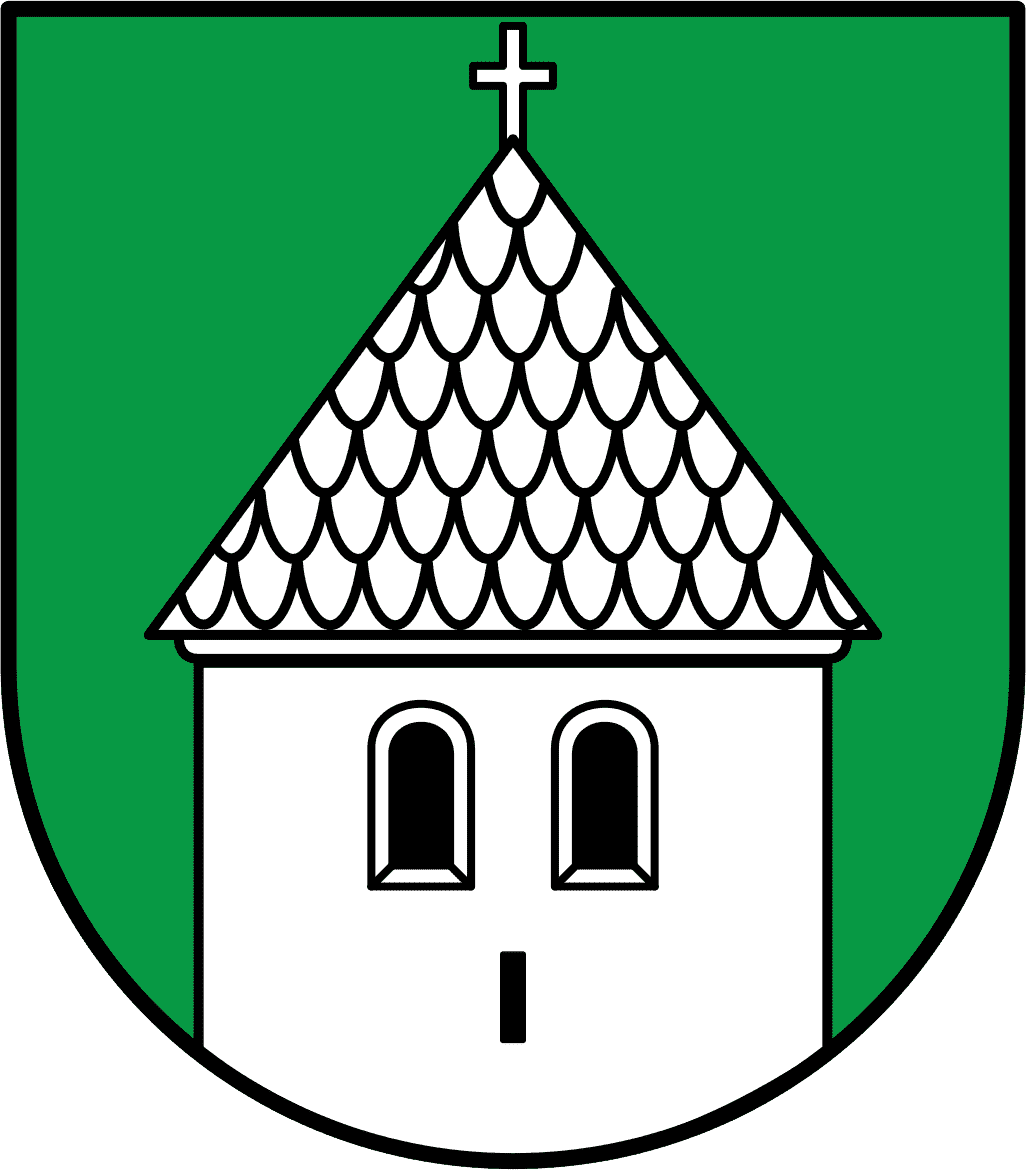
Герб Кірхгайма-ам-Ріс
Церковна вежа в гербі Адлума
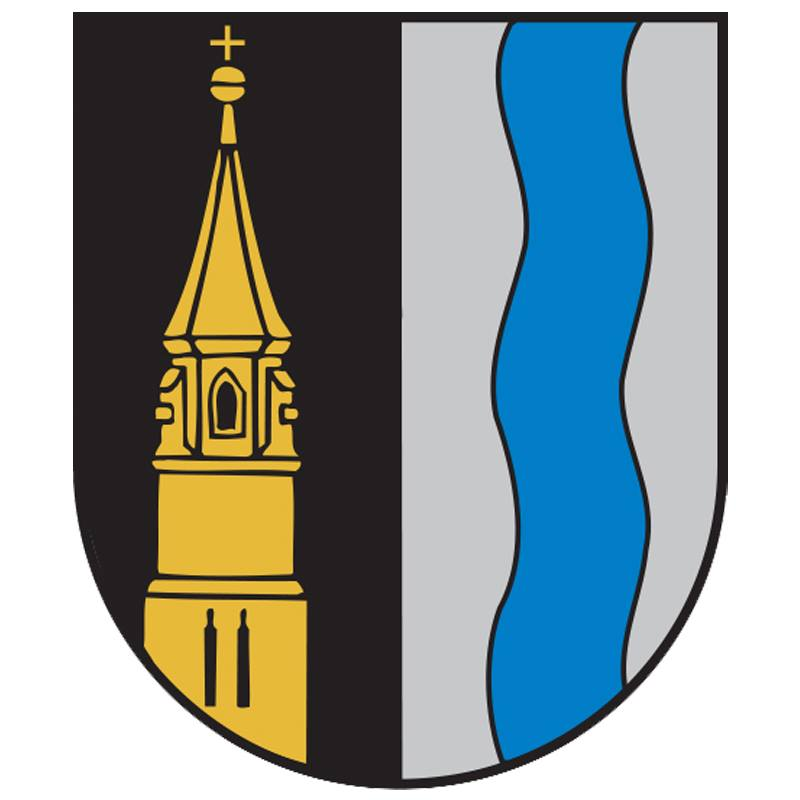
Церковна вежа в гербі Мернбаха
Церковна вежа з флюгером у гербі Вустергузена
Церковна вежа в гербі Брайтенберга (Гольштейн)

## Веб-посилання
- Kirchturm (Heraldik) im Heraldik-Wiki